# Jon Snersrud
Jon Andersen Snersrud (a volte indicato anche come John; Flå, 7 ottobre 1902 – Tinn, 10 febbraio 1986) è stato un combinatista nordico e saltatore con gli sci norvegese.

## Biografia
Originario di Gulsvik di Flå, vinse la medaglia di bronzo nella combinata nordica ai II Giochi olimpici invernali dietro ai connazionali Johan Grøttumsbråten e Hans Vinjarengen, superando il finlandese Paavo Nuotio.
Si classificò secondo ai Campionati tedeschi "open" del 1928 nel salto con gli sci
Morì a Rjukan (comune di Tinn) nel 1986.

## Palmarès

### Combinata nordica

#### Olimpiadi
- 1 medaglia:
  - 1 bronzo (individuale a Sankt Moritz 1928)